# El pintor Francisco de Goya
El pintor Francisco de Goya (en français « Le peintre Francisco de Goya ») est une peinture réalisée en 1826 par Vicente López y Portaña. Ce portrait est l'un des tableaux les plus connus de l'artiste ainsi que l'un des portraits les plus connus représentant Goya.

## Description
Le portrait montre Francisco de Goya, âgé de 80 ans, assis et portant des pinceaux et une palette. Sur le chevalet à côté de lui, Vicente López y Portaña y a peint une dédicace : « López a su Amigo Goya » (« López à son ami Goya »).

## Analyse
Ce tableau est représentatif de l'art du peintre néoclassique Vicente López, portraitiste de la Cour de Ferdinand VII. Comme titulaire de ce poste, le peintre ne réalise que deux tableaux d'intérêt : le premier est un portrait d'un organise aveugle, « profondément touchant », et l'autre est ce portrait de Goya, à qui il rend hommage.
Le peintre a profité d'un voyage de Goya à Madrid — Goya s'était exilé en France — entre mi-mai et début juillet 1826, pour le peindre. La vivacité qui se dégage du tableau tient au coup de pinceau libre et sans peaufiner de son auteur, ce qui change des tableaux qui lui sont habituellement commandés. Le regard d'une forte expressivité de Goya contraste avec sa pose académique.
La volonté de Vicente López de rester fidèle au modèle ne déséquilibre pas le physique et la capture des matières, des textures et de la couleur : elle est compensée par « une parfaite pénétration psychologique du sujet, qui semble nous parler directement avec ses yeux profonds et ce geste impérieux. »